# Bobryk 1
Der Bobryk (russisch: Бобрик; belarussisch: Бобрык; polnisch: Bobryk Pierwszy) ist ein linker Zufluss des Prypjat in Belarus. Er ist zu unterscheiden vom Bobryk 2 (russisch: Бобрик 2-й; polnisch: Bobryk drugi), der den Abfluss der  Roten Sees bildet und rund 120 km weiter östlich ebenfalls von links in den Prypjat einmündet.

## Geografie
Der rund 109 km lange Bobryk entspringt westlich der Stadt Hanzawitschy in der Breszkaja Woblasz und fließt in südöstlicher Richtung dem Prypjat zu, in den er südlich der Stadt Luninez einmündet. Auf seinem Lauf quert er die Fernstraße M10.